# Enedino Batista Ribeiro
Enedino Batista Ribeiro (São Joaquim, 14 de maio de 1899 — Florianópolis, 10 de abril de 1989) foi um historiador e político brasileiro.

## Biografia
Filho de João Batista Ribeiro de Sousa e de Cândida dos Prazeres Batista de Sousa, formou-se farmacêutico no Rio de Janeiro. Voltando para a terra natal, ali ocupou uma secretaria municipal, em 1926.
Entre 1928 e 1947 foi tabelião de notas e escrivão dos feitos cíveis e comerciais da comarca.
Torna-se, em 1951, suplente de deputado estadual, assumindo o cargo na segunda legislatura, eleito pela extinta União Democrática Nacional (UDN). Na década de 1950 exerceu várias funções públicas estaduais, até tornar-se, em 1959, oficial do Registro de Imóveis da capital catarinense, até o ano seguinte, quando se aposentou.
Fundou a Faculdade de Farmácia e Bioquímica da Universidade Federal de Santa Catarina (UFSC), ali sendo professor de farmacognosia. Foi casado com Lydia Palma Ribeiro.

## Publicações
- Gavião de Penacho: memórias de um serrano
- São Joaquim: notícia estatístico-descritiva - Florianópolis : Departamento Estadual de Estatística, 1941.

## Homenagens
O trecho da rodovia SC-438 - Rio Lavatudo/Divisa Lages rodovia estadual SC- recebeu o nome do historiador em 2002.